# Pirantel
Pirantel es un compuesto orgánico del que derivan algunos medicamentos desparasitantes. La Organización Mundial de la Salud lo considera un medicamento esencial.

## Pamoato de pirantel
En su forma de pamoato de pirantel, el fármaco está indicado en el tratamiento de infecciones por Ancylostoma duodenale y otros nematodos en humanos y animales domésticos. La combinación de pirantel con el ácido pamoico inhibe la enzima colinesterasa y ocasiona la despolarización de la placa neuromuscular por medio de actividad nicotínica, lo cual origina parálisis espástica.
El pamoato de pirantel y sus análogos son bloqueadores neuromusculares despolarizantes con acción desparasitante. Induce una fuerte y persistente activación de los receptores nicotínicos, lo que resulta en la parálisis estática del gusano. El pamoato de pirantel también inhibe la enzima colinesterasa, que es eficaz contra las lombrices, nemátodos y los oxiuros.
Debido a que el pamoato de pirantel y la piperazina son antagonistas con respecto a sus efectos neuromusculares sobre los parásitos, su uso no suele ser combinado.
El pamoato de pirantel tiene una acción de corta duración y tiende a una completa eliminación del cuerpo por las heces y la orina en un plazo de 3 a 4 días. La administración del pamoato de pirantel puede causar náuseas, vómitos, y dolor abdominal, dolor de cabeza, fiebre de origen farmacológico, hipersensibilidad, somnolencia, insomnio y exantema.